# 当宗家主
当宗 家主（まさむね の いえぬし/やかぬし）は、平安時代初期の貴族。姓は宿禰。官位は正五位下・武蔵介。

## 出自
当宗氏（当宗忌寸、当宗宿禰）は東漢坂上の一族である漢系渡来氏族で、後漢第14代皇帝・献帝の三世孫山陽公の後裔とされる。

## 経歴
嵯峨朝の弘仁2年（811年）正七位上から五階昇進して外従五位下に叙せられ、伊賀守に任ぜられる。弘仁3年（812年）阿波介に転じ、弘仁5年（814年）には夷俘を教え諭すために阿波国へ派遣されている。弘仁6年（815年）河内国を本拠としていた家主を含む一族16人が左京に貫附される。弘仁8年（817年）内位の従五位下叙せられた。
淳和朝の天長8年（831年）従五位上に昇叙される。
仁明朝の天長10年（833年）武蔵介の官職にあったが、以下を言上し許されている。
- 武蔵国は管内が広大であるため行路が多難であり、公私の移動に際して飢病に陥る者が多い。そこで多磨・入間両郡の境に布施屋「悲田処」を設置して5棟の屋舎を建て、同国介・当宗宿祢家主以下、少目・大丘秋主以上の6人がそれぞれ公廨（俸禄）を割いて、悲田処で提供する食糧の原資とすることを企画した。割いた公廨は帳簿に記載して出挙を行って、その利息を運営に充当することとし、後任の国司に引き継いで、転用を禁じることとしたい。

承和2年（835年）正五位下に至る。

## 官歴
『六国史』による。
- 時期不詳：正七位上
- 弘仁2年（811年） 4月24日：外従五位下（越階）、伊賀守
- 弘仁3年（812年） 正月12日：阿波介
- 弘仁6年（815年） 7月13日：貫附左京
- 弘仁8年（817年） 正月7日：従五位下（内位）
- 天長8年（831年） 正月4日：従五位上
- 天長10年（833年） 5月11日：見武蔵介
- 承和2年（835年） 正月7日：正五位下